# Нильссон, Барбро
Барбро Нильссон, урождённая Лундберг (швед. Barbro Nilsson; 18 июля 1899, Мальмё — 11 октября 1983) — шведская художница по текстилю, дизайнер, ткачиха.

## Биография и творчество
Барбро Лундберг родилась в 1899 году в Мальмё. Её родителями были Карл и Эмма Лундберг. С 1904 года семья жила в Стокгольме, с 1919 — в Лидингё. В возрасте четырнадцати лет Барбро начала посещать ткацкую школу Юханны Брунссон в Стокгольме, одну из первых в Швеции, где обучали искусству ручного ткачества. Окончив школу, Барбро работала в ней преподавателем с 1918 по 1920 год, а затем продолжила совершенствоваться в стокгольмской Технической школе (Tekniska skolan). Овладев разнообразными техниками ткачества, она продолжила преподавательскую деятельность как в школе Юханны Брунссон, так и в Технической школе. Впоследствии она также преподавала в Школе искусств и ремёсел в Копенгагене.
В 1920-х годах Барбро Лундберг открыла в Стокгольме собственную ткацкую мастерскую. В 1928 году она вышла замуж за скульптора и керамиста Роберта Нильссона. На протяжении трёх последующих лет супруги много путешествовали, преимущественно в Италии, и в 1929 году в Риме родился их сын Пол-Нильс. Вернувшись в Стокгольм, Барбро Нильссон получила заказ на реализацию художественного оформления концертного зала в Гётеборге, по эскизам Свена Эрикссона. Впоследствии она часто сотрудничала с художниками, создавая шпалеры по их произведениям, причём по внешнему виду и богатству цветовой гаммы её работы были близки к живописным оригиналам.
В 1942 году Барбро Нильссон возглавила ткацкую мастерскую Мерты Мос-Фьеттерстрём в Бостаде. К ней присоединились её бывшие ученицы из Технической школы, в том числе Марианна Рихтер, Анн-Мари Форсберг и Барбро Спринхорн. Для своих работ, в первую очередь ковров, Нильссон в основном использовала абстрактные мотивы, основанные на стилизации реальных природных форм. С 1930-х годов она начала создавать тканые украшения для церковных интерьеров, в том числе для церкви Густафа Адольфа в Хельсингборге и ряда стокгольмских церквей. В числе прочих её произведений — шпалеры для Шведского посольства в Москве, Хельсингборгской городской библиотеки, стокгольмского Handelsbanken и т. д. В 1948 году Барбро Нильссон была награждена Медалью литературы и искусств, а в 1954 году — Медалью Принца Евгения.
Барбро Нильссон умерла в 1983 году и была похоронена в Нюхамнслеге. Её работы входят в собрания Национального музея Швеции, Музея северных стран, музея Рёссов в Гётеборге, а также музеев в Мальмё, Копенгагене и Трудхейме.